# Monika Hašková
Monika Hašková (* 15. listopadu 1968 Benešov) je česká politička ODS, tlumočnice, moderátorka, scenáristka a režisérka, v letech 2009-2010 krátce poslankyně Parlamentu ČR za hlavní město Praha, kam nastoupila po rezignaci Mirka Topolánka.

## Vzdělání, profese a rodina
Mezi lety 1987–1992 vystudovala zahraniční obchod na Fakultě mezinárodních vztahů VŠE. Od roku 1992 podniká jako OSVČ v tlumočnictví, zprostředkovatelské činnosti v oblasti obchodu a produkci audiovizuálních děl. V letech 1992–1997 působila jako jednatelka firmy Eurodata ČR, spol. s.r.o. V období 1998–2002 vystudovala režii na filmová a televizní fakultě AMU. Mezi lety 2000 a 2002 pracovala jako scenáristka a režisérka v České televizi. Poté v letech 2005–2007 psala články, scénáře a rozhovory pro Prima TV. Mezi lety 2005–2009 fungovala jako redaktorka českého zastoupení ZDF. Příležitostně ztvárnila několik filmových a televizních rolí.

## Politická kariéra
V roce 1997 vstoupila do ODS. Ve volbách 2006 kandidovala jako číslo 16 na pražské kanditátce. 15. září 2009 se stala členkou dolní komory českého parlamentu jako náhradnice po rezignaci tehdejšího předsedy strany Mirka Topolánka na poslanecké křeslo. Ve sněmovně zasedala ve Výboru pro evropské záležitosti. Ve volbách 2010 svůj mandát neobhajovala.
V komunálních volbách roku 1998 a komunálních volbách roku 2010 neúspěšně kandidovala do zastupitelstva městské části Praha 6 za ODS. Profesně se k roku 1998 uváděla jako studující, v roce 2010 jako redaktorka.